# 周得程
周得程（?—?），甘肅省蘭州府皋蘭縣人，清朝政治人物、同進士出身。
光緒九年（1883年），参加癸未科殿試，登進士三甲83名。同年五月，著交吏部掣签分发各省，以知县即用。